# Тополи (Кировоградская область)
Тополи (укр. Тополі) — село в Гайворонской городской общине Голованевского района Кировоградской области Украины.
До 2020 года входило в Гайворонский район
Население по переписи 2024 года составляло 434 человека. Почтовый индекс — 26315. Телефонный код — 5254. Код КОАТУУ — 3521186201.
15 сентября 1964 года село Ульяновка переименовано на Тополи.